# Yeon Woo-jin

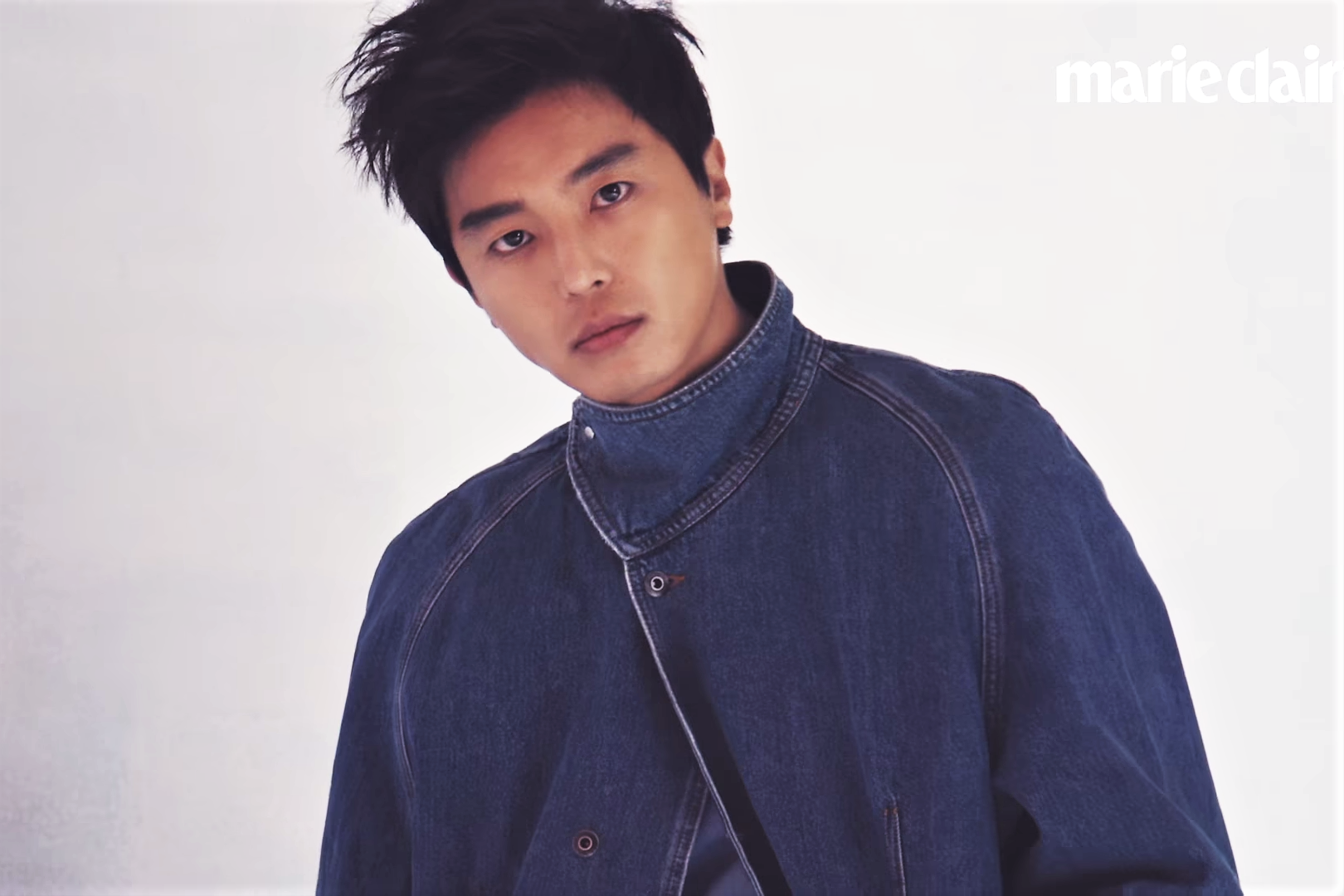

Yeon Woo-jin (tên thật là Kim Bong-hee, sinh ngày 5 tháng 7 năm 1984) là một nam diễn viên người Hàn Quốc. Anh gây ấn tượng với các vai diễn trong các phim: Arang sử đạo truyện, Hôn nhân không tình yêu, Khi người đàn ông yêu, Ông chủ bí ẩn, Vương hậu 7 ngày.

## Sự nghiệp diễn xuất
Kim Bong-hee bắt đầu sự nghiệp với vai trò người mẫu thời trang vào năm 2007 và  trở thành gương mặt đại diện cho nhãn hiệu quần jean Evisu vào năm 2008. Anh khởi nghiệp với vai diễn trong phim điện ảnh Just Friends? vào năm  2009 với tên Seo Ji-hoo. Sau đó, công ty quản lý của anh đã thay đổi thành tên Yeon Woo-jin.
Năm 2010, sau khi đóng vai thầy giáo trong phim sitcom All My Love (Gia đình yêu thương), anh bắt đầu đạt được sự thừa nhận của công chúng với vai em trai út trong bộ phim Ojakgyo Family(Quý tử nhà nông).. Sau đó, vai diễn chính đầu tiên của anh- vào vai yêu con gái của kẻ thù giết anh trai ruột trong phim ngắn dài 4 tập Just an Ordinary Love Story.
Năm 2012, anh đóng vai phản diện bí ẩn trong phim thần thoại lãng mạn Arang and the Magistrate (Arang sử đạo truyện). Năm 2013, sự tái hợp giữa Yeon và đạo diễn của phim - Arang  Kim Sang-ho, một lần nữa anh đóng vai đối thủ của nhân vật chính trong phim tình cảm xã hội đenWhen a Man Falls in Love(Khi người đàn ông yêu).
Năm 2014, Yeon xuất hiện trong phim Secret Love - phần phim Missing You, bộ phim với năm phần với sự tham gia với các thành viên của nhóm nhạc Kara. Tiếp theo đó, anh đóng vai chính - vai bác sĩ phẫu thuật trong phim hài tình cảm Marriage, Not Dating(Hôn nhân không tình yêu).
Năm 2015, anh đóng vai nam chính trong bộ phim cuối tuần 16 tập của đài SBS Chuyện tình nàng luật sư (Divorced Lawyer in Love).
Năm 2017, anh tham gia bộ phim hài tình cảm của đài tvN Ông chủ bí ẩn (Introverted Boss).
Hiện, anh đang tham gia bộ phim cổ trang Vương hậu 7 ngày (Queen for seven days) của đài KBS trong vai nam chính Đại quân Jin Seong - Lee Yeok cùng Park Min Young và Lee Dong Gun. Bộ phim nói về tình yêu bi kịch giữa Triều Tiên Trung Tông và Đoan Kính Vương hậu.

## Phim đã đóng

### Phim truyền hình
| Năm  | Tên phim                                   | Vai                                    | Đài       |
| ---- | ------------------------------------------ | -------------------------------------- | --------- |
| 2010 | Chị kế của lọ lem                          | Dong-soo                               | KBS2      |
| 2010 | Gia đình yêu thương                        | Bang Woo-jin                           | MBC       |
| 2011 | Ojakgyo Family                             | Hwang Tae-pil                          | KBS2      |
| 2012 | Drama Special: Just an Ordinary Love Story | Han Jae-kwang                          | KBS2      |
| 2012 | Arang sử đạo truyện                        | Joo-wal                                | MBC       |
| 2013 | Khi người đàn ông yêu                      | Lee Jae-hee                            | MBC       |
| 2014 | Vì sao đưa anh tới                         | Lee Han-kyung (khách mời, tập 18)      | SBS       |
| 2014 | Secret Love                                | Jang Hyun-jin (tập 1-2: "Missing You") | Dramacube |
| 2014 | Hôn nhân không tình yêu                    | Gong Ki-tae                            | tvN       |
| 2015 | Divorce Lawyer in Love                     | So Jeong Woo                           | SBS       |
| 2016 | Another Oh Hae-young                       | Gong Ki-tae (khách mời, tập 7)         | tvN       |
| 2017 | Introverted Boss                           | Eun Hwan Ki                            | tvN       |
| 2017 | Queen Of 7 Days                            | Triều Tiên Trung Tông Lee Yeok         | KBS2      |
| 2017 | Nothing to lose                            | Sa UiHyun                              | SBS       |
| 2018 | Priest                                     | Oh Soo Min                             | OCN       |
| 2019 | I Wanna Hear Your Song                     | Jang Yoon/Jang Do Hoon                 | KBS2      |

### Phim điện ảnh
| Năm  | Tên phim                             | Vai         | Ghi chú   |
| ---- | ------------------------------------ | ----------- | --------- |
| 2009 | Just Friends?                        | Min-soo     | Phim ngắn |
| 2011 | We Fly High                          | Seung-gi    | Phim ngắn |
| 2014 | Tunnel 3D                            | Dong-jun    |           |
| 2015 | Revivre                              | Kim Min-soo |           |
| 2016 | Seondal: The Man Who Sells the River | Vua Hyojong |           |
| 2016 | Marital Harmony                      | Shi-kyung   |           |
| 2018 | Anu and Hyuga                        | Hyuga       | Phim ngắn |

## Giải thưởng và đề cử
| Năm  | Giải thưởng             | Thể loại                                             | Đề cử                       | Kết quả   |
| ---- | ----------------------- | ---------------------------------------------------- | --------------------------- | --------- |
| 2012 | KBS Drama Awards        | Diễn viên chính xuất sắc trong phim truyền hình ngắn | Just an Ordinary Love Story | Đoạt giải |
| 2012 | MBC Drama Awards        | Diễn viên mới xuất sắc                               | Arang sử đạo truyện         | Đề cử     |
| 2016 | 6th Korean Drama Awards | Diễn viên xuất sắc                                   | When a Man Falls in Love    | Đề cử     |